# Heilig Hartkerk (Aken)
De Kerk van het Heilig Hart van Jezus (Duits: Herz-Jesu-Kirche) is een rooms-katholieke kerk in de Duitse stad Aken. De kerk werd in de jaren 1908-1910 gebouwd in het stadsdeel Burtscheid naar een ontwerp van de architect Josef Kleesattel. De kerk heeft als bijnaam Frankenberger Dom.

## Locatie
Het adres van de Heilig Hartkerk is Viktoriaallee 55 te Aken.

## Geschiedenis
Met de toename van de bevolking in het laatste kwart van de 19e eeuw groeide de behoefte van een eigen kerk in de omgeving. Op 23 april 1899 werd onder bezieling van de oberpfarrer Hubert Emanuel Baurs een bouwvereniging opgericht voor het rectoraat Heilig Hart. De eerste steen werd op 23 april 1899 gelegd. Omdat de financiering van de bouw van de kerk nog niet rond was, stelde men de bouw in drie fasen voor. De laatste fase van de bouw, een vergroting naar het westen en de bouw van een toren, werd echter nooit uitgevoerd.
De wijding van de rectoraatskerk vond plaats op 5 juni 1910. In de tafel van het hoogaltaar werden de relieken van de heilige Agilulf, de heilige Ursula en de heilige Gereon ingelegd. Op 9 juni 1912 werd gevierd dat de kerk parochiekerk werd.
Tijdens de Eerste Wereldoorlog werden de meeste bronzen klokken van de kerken van Aken omgesmolten. Op 4 april 1917 moesten ook de kleinere kerkklokken van de Heilig Hartkerk afgeleverd worden. Pas in 1928 werden de klokken weer vervangen.

## De verwoesting
Luchtaanvallen en artillerievuur zorgden in de Tweede Wereldoorlog voor zware beschadigingen en gedeeltelijke vernietiging van de kerk. Op 14 juli 1943 werden de sacristie, het parochiehuis en de pastorie door brandbommen getroffen en brandden uit. Op 11 april volgden wederom luchtaanvallen en werden naast de Heilig-Hartkerk ook de Sint-Johanneskerk en Sint-Michaëlkerk in Burtscheid verwoest. Aan het einde van de oorlog werd de kerk nogmaals doelwit van zware artilleriebeschieting. Na de oorlog werd de kruiswegkapel van de grotendeels verwoeste kerk afgescheiden, zodat op 26 november 1944 het vieren van de Heilige Mis weer mogelijk werd.

## De herbouw
Vervolgens werd het dak weer provisorisch hersteld, vooral om het orgel dat alles goed had doorstaan voor weerinvloeden te behoeden. Op 23 januari 1949 kon de kerk weer in gebruik genomen worden. Het herstel duurde echter nog tot diep in de jaren 60. Na de afronding van de meest noodzakelijke herstelwerkzaamheden begon men plannen te maken om de nooit uitgevoerde derde bouwfase te realiseren. Een reorganisatie van de parochiegrenzen per 1 oktober 1971 gooide echter roet in het eten en verkleinde het parochiegebied van de Heilig-Hartkerk aanzienlijk, waardoor men moest afzien van deze plannen.
In het nieuwe millennium werden kerk en orgel nogmaals gerestaureerd. Aan de reconstructie van de deels beschadigde mozaïeken wordt momenteel gewerkt.

## Afbeeldingen

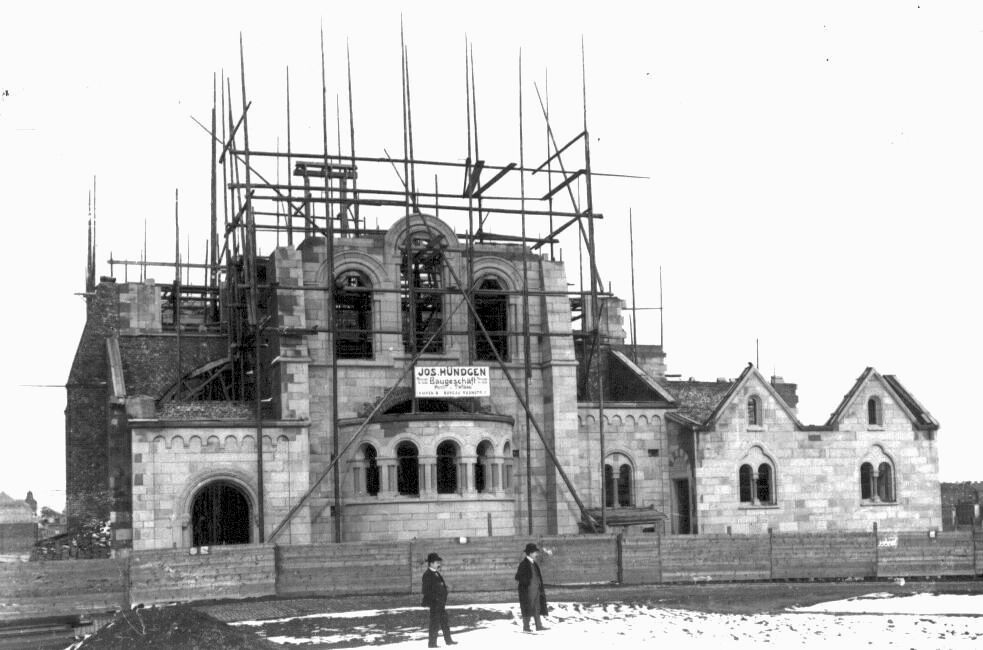
Tijdens de bouw
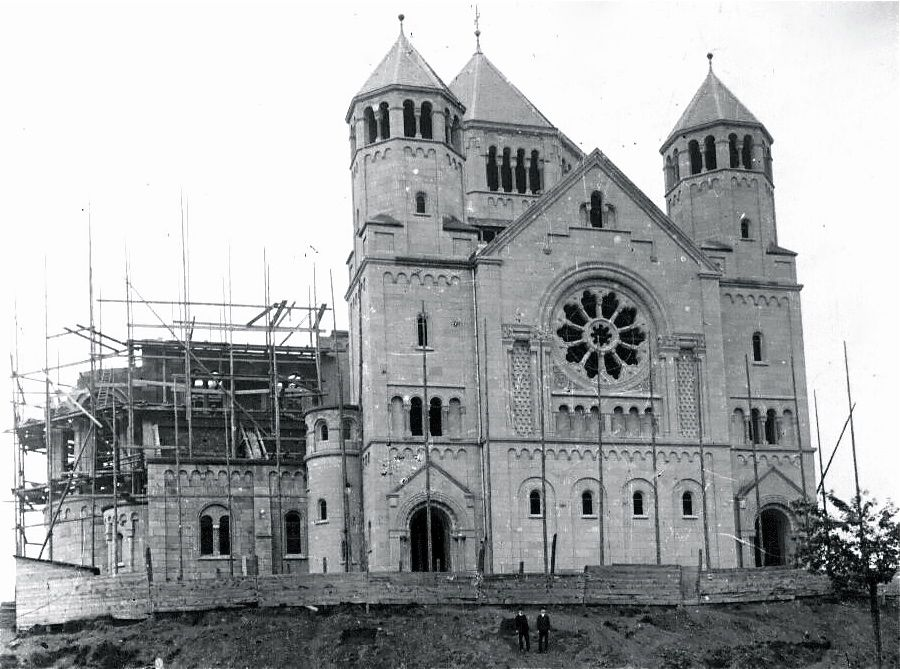
1909-1910
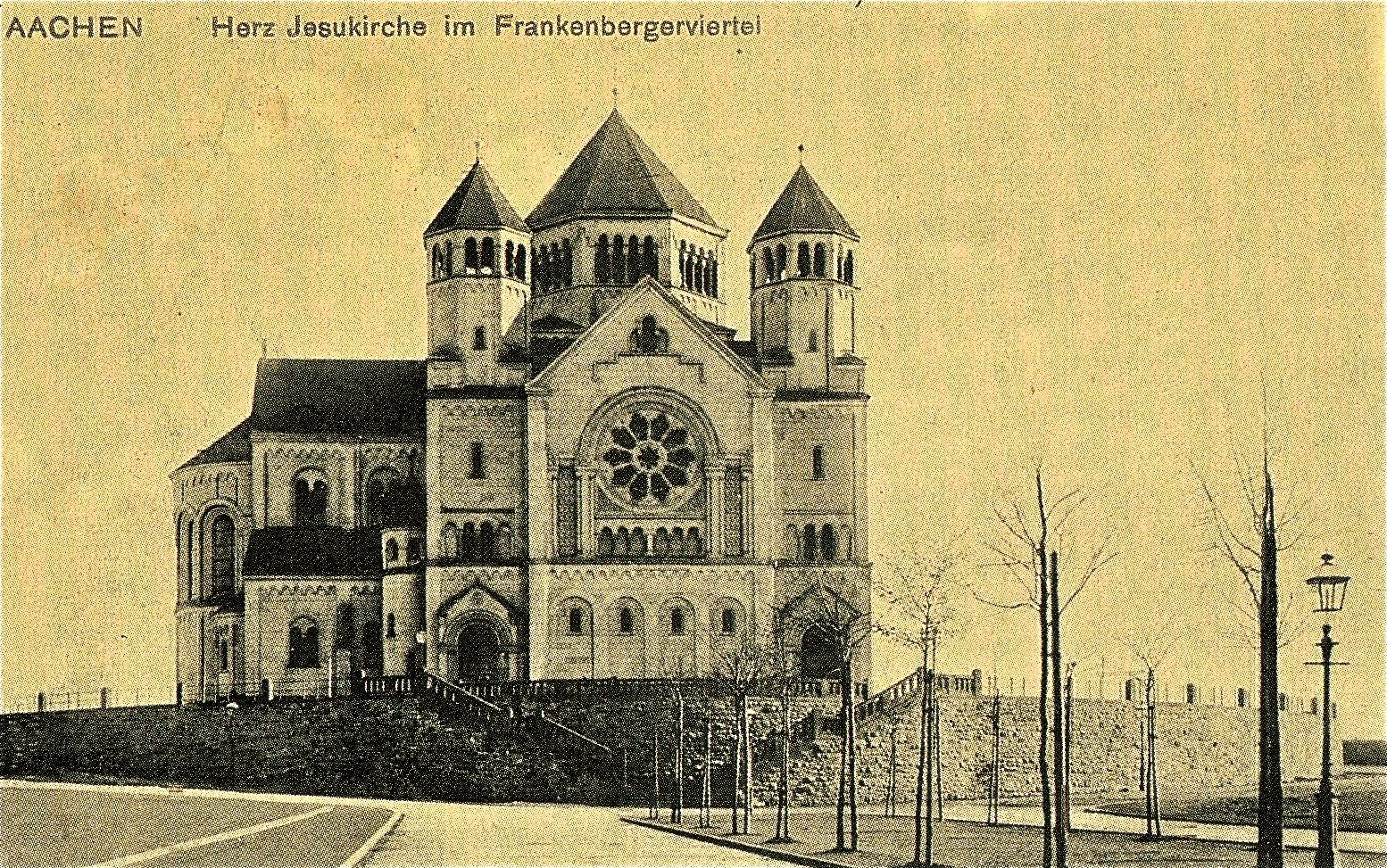
De kerk in 1911
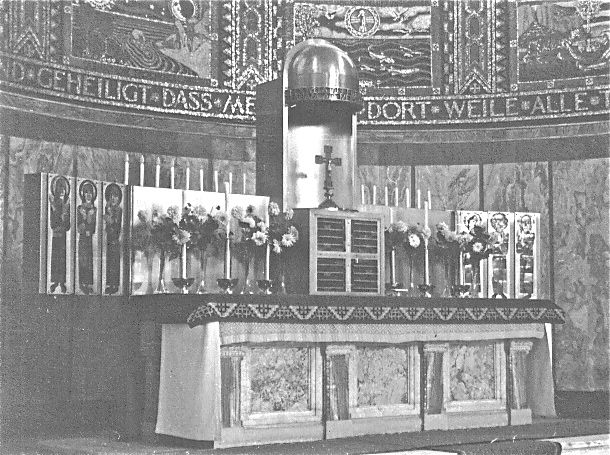
Altaar (foto 1933)

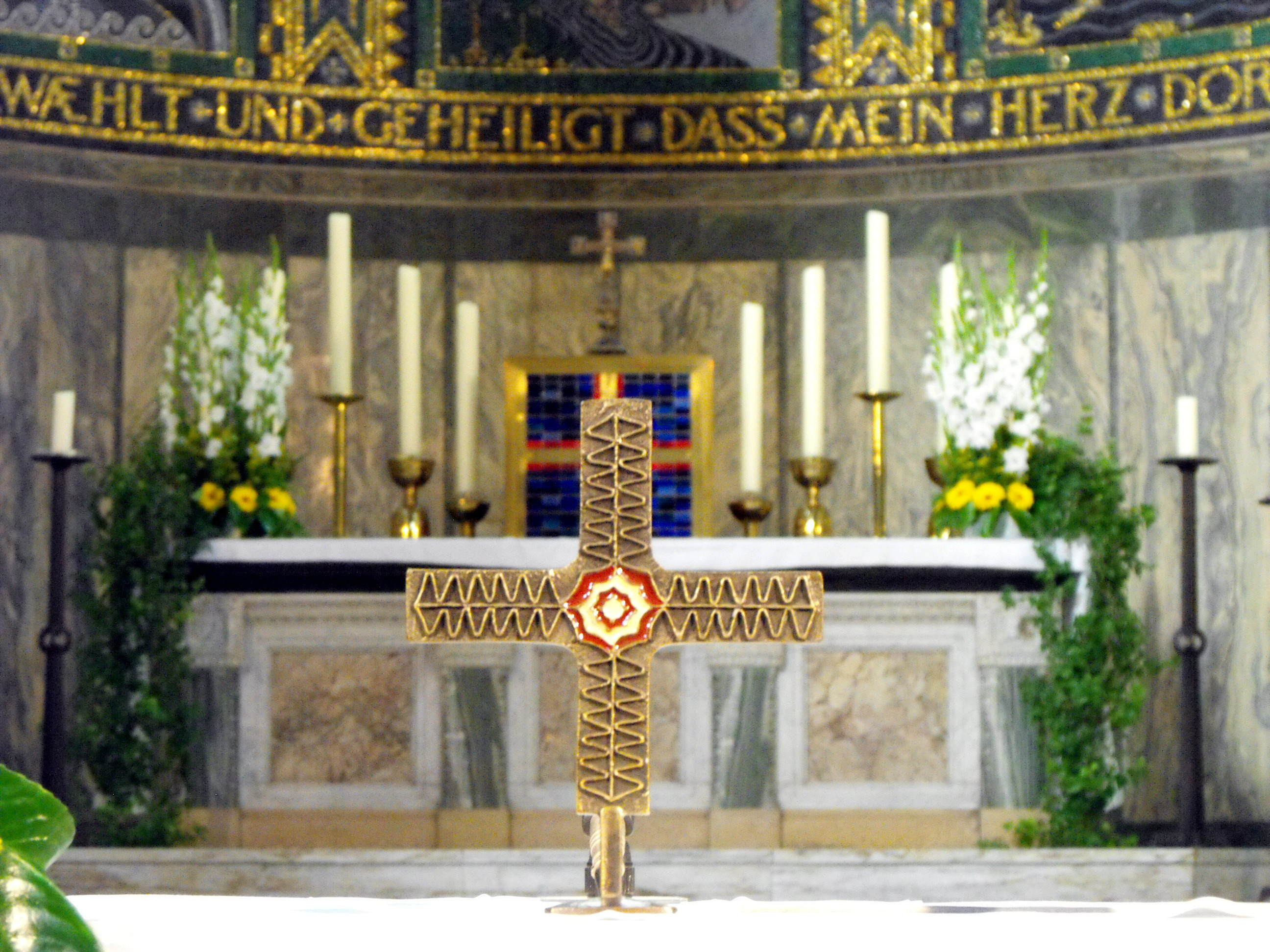
Altaar
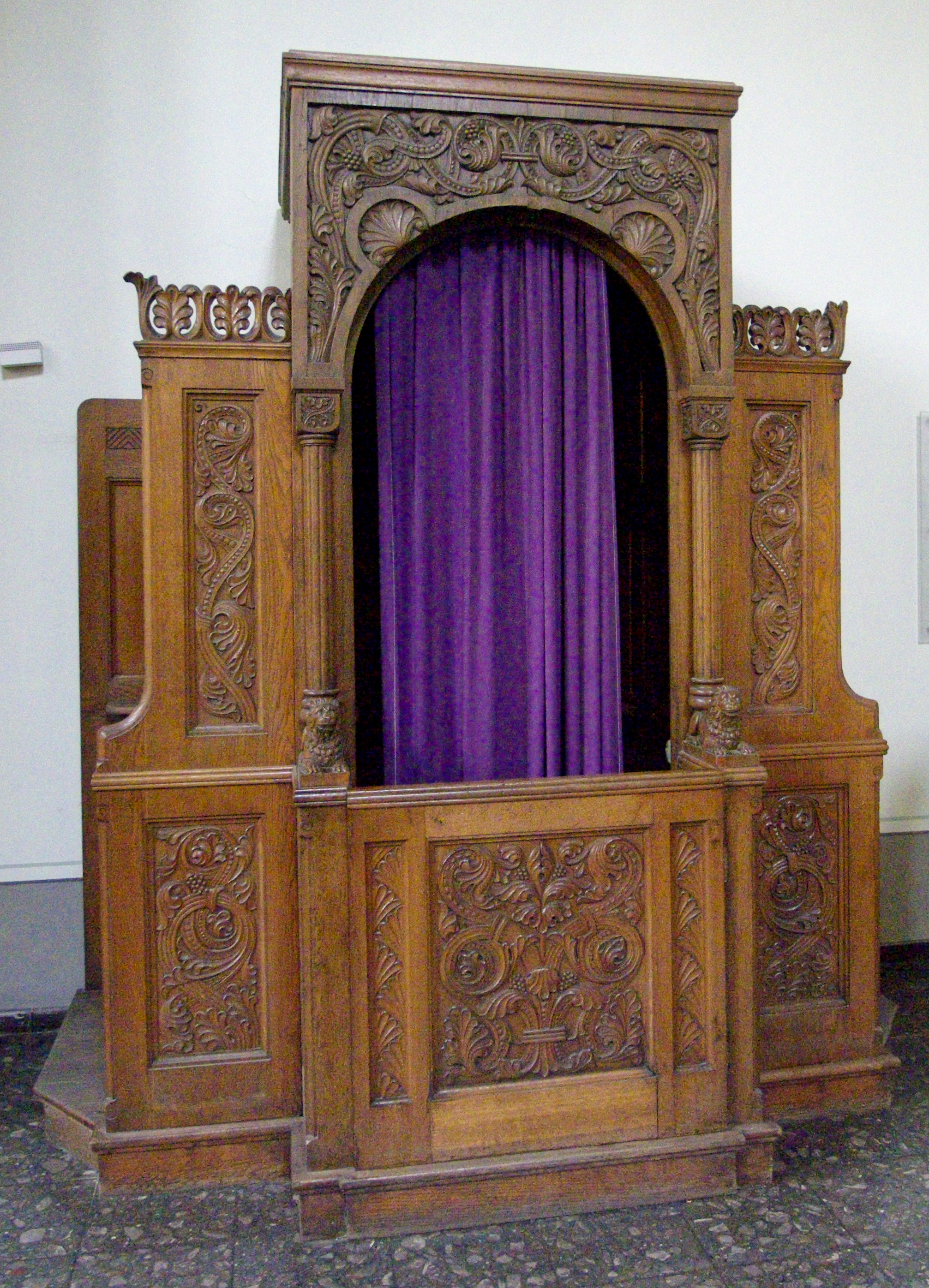
Biechtstoel
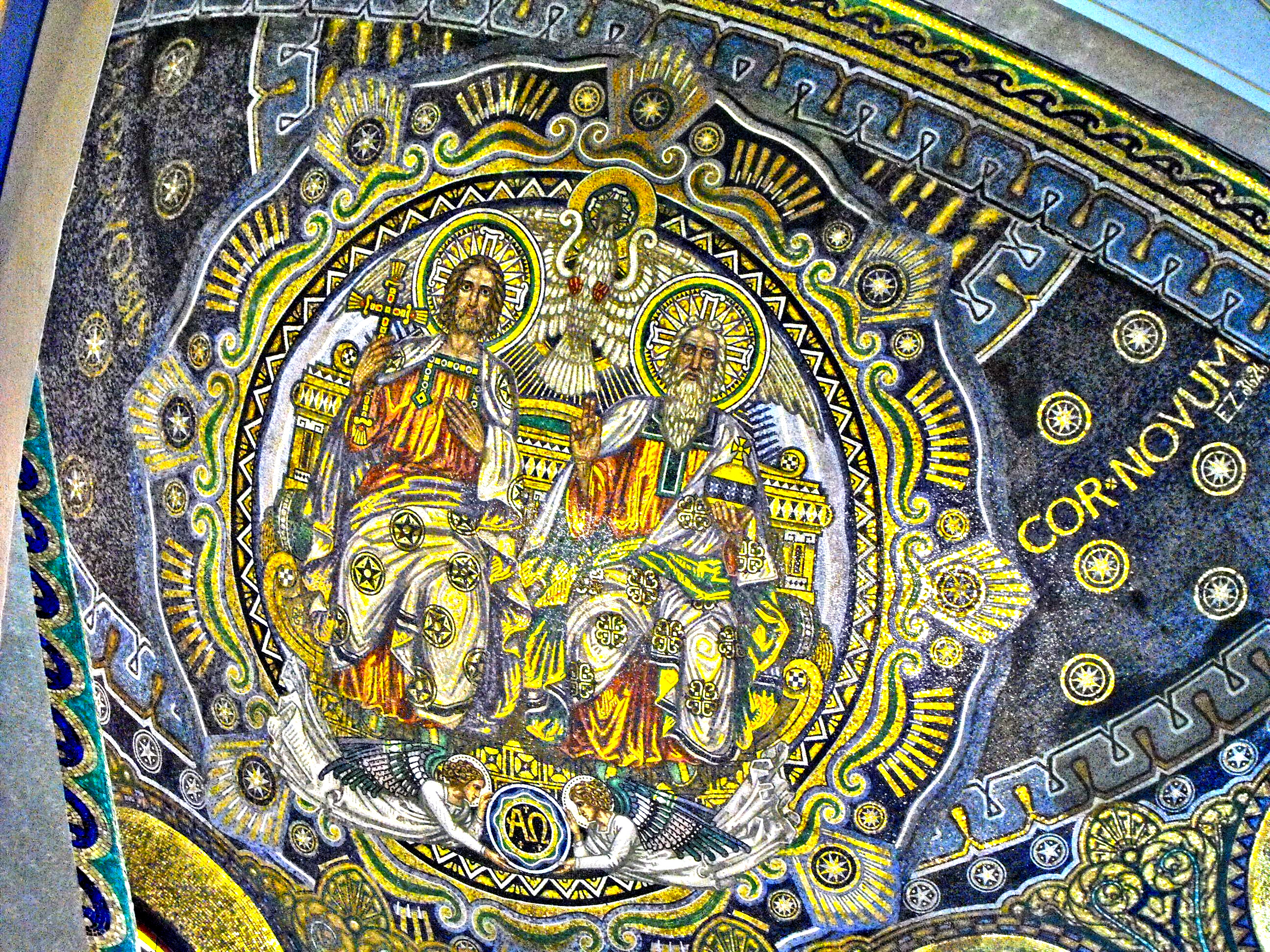
Detail mozaïek
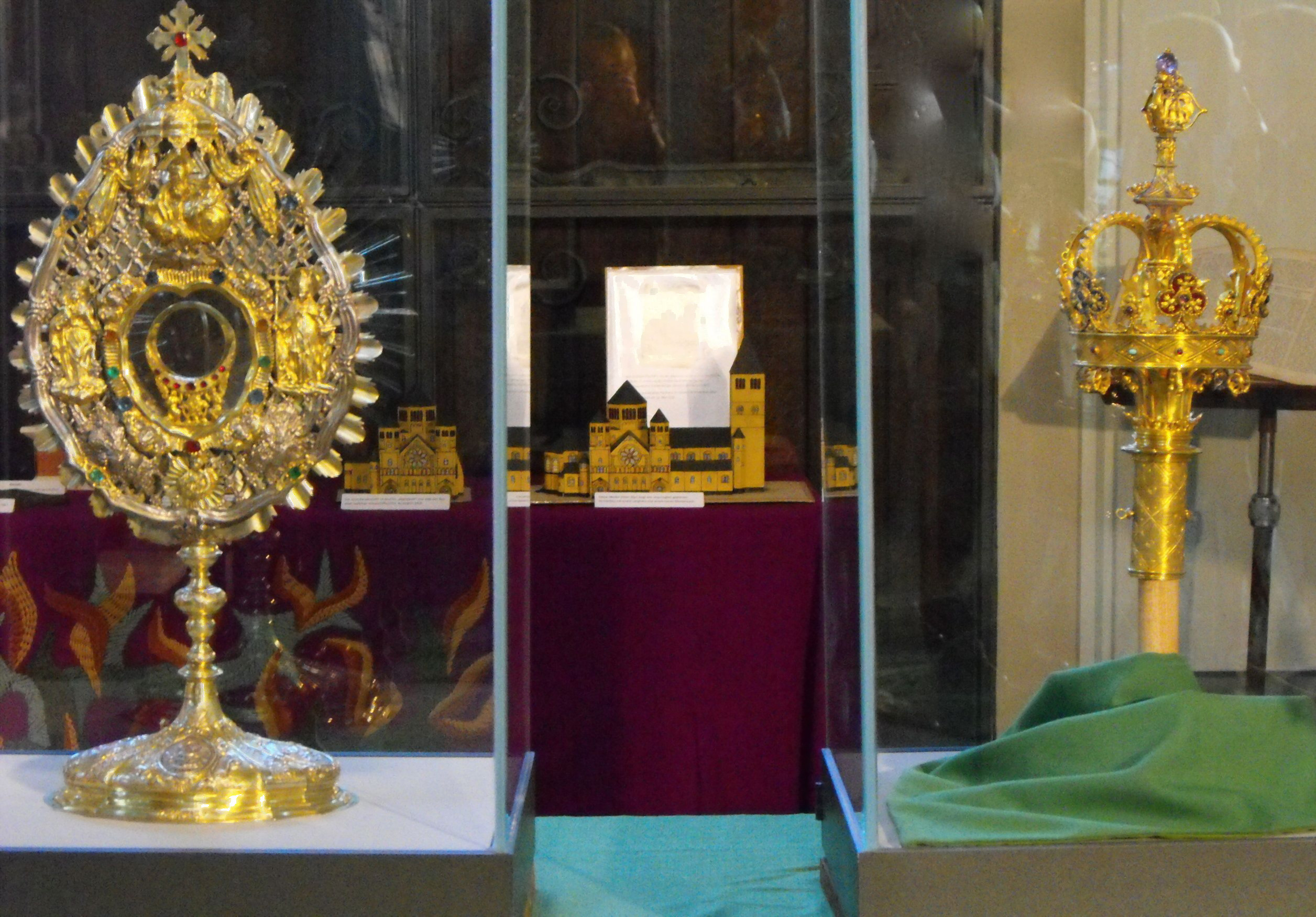
Kerkschatten